# 戦争責任
戦争責任（せんそうせきにん）とは、戦時においてとった行動に対してとるべき責任のこと。しばしば戦争犯罪と混同されるが、戦争責任にはいくつかの側面があり、次のように分類が可能である。
1. 帰責事由に基づく分類
  1. 開戦責任：戦争を開始したことに関わる責任
  2. 戦争遂行責任：戦争を遂行した過程に関わる責任
  3. 終戦責任：戦争を終結したことに関わる責任
  4. 敗戦責任：戦争に敗北したことに対する責任
2. 責任の相手方に基づく分類
  1. 国際責任：他国家、他国民に対する責任
  2. 国内責任：自国家、自国民に対する責任
3. 責任の内容に基づく分類
  1. 法律的責任：不法行為をなした場合に課せられる法律的制裁
  2. 政治的責任：権力の行使によって生み出された結果に対する政治行為者の責任
  3. 道義的責任：上述の責任を免れたとしても自己の良心において負担する内的な責任

戦争責任は必ずしも国家間の戦争責任に限定されず、ボーア戦争で戦勝国側のイギリスが自国の将校を軍規違反で裁いた事例や、アメリカ合衆国が第二次世界大戦中に日系アメリカ人を強制収容所に収容したことへの謝罪と補償を行なった事例もある。